# Serie A 1953-1954 (pallacanestro maschile)
La Serie A 1953-1954 è stata la trentaduesima edizione del massimo campionato italiano di pallacanestro.
Le squadre di Serie A rimangono 12 e si incontrano in un girone all'italiana con partite d'andata e ritorno. Le ultime due retrocedono, la prima in classifica vince lo scudetto. La Borletti Milano vince il quinto scudetto consecutivo precedendo nuovamente Gira e Minganti Bologna.

## Classifica
|  |     | Classifica finale 1953-1954 | Pt | G  | V  | N | P  | PtF  | PtS  |
|  | --- | --------------------------- | -- | -- | -- | - | -- | ---- | ---- |
|  | 1.  | Borletti Olimpia Milano     | 41 | 22 | 20 | 1 | 1  | 1455 | 1123 |
|  | 2.  | Gira Bologna                | 38 | 22 | 19 | 0 | 3  | 1298 | 1105 |
|  | 3.  | Minganti Virtus Bologna     | 28 | 22 | 14 | 0 | 8  | 1238 | 1073 |
|  | 4.  | Pallacanestro Pavia         | 23 | 22 | 10 | 3 | 9  | 1103 | 1134 |
|  | 5.  | Benelli Vuelle Pesaro       | 22 | 22 | 10 | 2 | 10 | 1145 | 1129 |
|  | 6.  | Ginnastica Roma             | 22 | 22 | 10 | 2 | 10 | 1180 | 1129 |
|  | 7.  | Ginnastica Triestina        | 21 | 22 | 10 | 1 | 11 | 1274 | 1339 |
|  | 8.  | Pallacanestro Varese        | 17 | 22 | 8  | 1 | 13 | 1216 | 1212 |
|  | 9.  | Reyer Venezia               | 17 | 22 | 8  | 1 | 13 | 1163 | 1238 |
|  | 10. | Junghans Venezia            | 16 | 22 | 7  | 2 | 13 | 963  | 1199 |
|  | 11. | Ginnastica Goriziana        | 15 | 22 | 7  | 1 | 14 | 1058 | 1148 |
|  | 12. | Itala Gradisca              | 4  | 22 | 1  | 2 | 19 | 1050 | 1314 |

## Risultati
| Risultati               | GR    | BP    | BM    | GT    | GB    | PG    | IG    | JV    | MB    | PP    | PV    | RV     |
| ----------------------- | ----- | ----- | ----- | ----- | ----- | ----- | ----- | ----- | ----- | ----- | ----- | ------ |
| A.S. Roma               |       | 59-59 | 55-68 | 67-57 | 50-55 | 75-39 | 67-40 | 70-44 | 49-51 | 64-49 | 44-43 | 85-76  |
| Benelli Pesaro          | 38-40 |       | 46-61 | 51-39 | 44-46 | 53-40 | 54-44 | 60-34 | 38-42 | 67-40 | 50-44 | 70-57  |
| Borletti Milano         | 76-36 | 71-50 |       | 60-40 | 55-46 | 62-37 | 68-56 | 83-49 | 65-63 | 63-54 | 63-59 | 102-51 |
| Ginnastica Triestina    | 62-60 | 80-63 | 72-76 |       | 68-53 | 60-56 | 79-60 | 73-58 | 70-63 | 61-61 | 66-61 | 72-58  |
| Gira Bologna            | 44-41 | 70-53 | 67-57 | 75-53 |       | 70-54 | 58-42 | 90-54 | 63-50 | 46-31 | 70-53 | 59-52  |
| Pallacanestro Goriziana | 45-45 | 42-55 | 35-46 | 67-45 | 42-44 |       | 63-43 | 61-48 | 46-50 | 57-47 | 51-46 | 42-40  |
| Itala Gradisca          | 51-59 | 58-72 | 53-80 | 48-53 | 54-61 | 46-51 |       | 28-29 | 49-59 | 40-56 | 51-51 | 59-76  |
| Junghans Venezia        | 44-48 | 49-34 | 37-69 | 62-49 | 39-54 | 34-33 | 39-39 |       | 26-57 | 51-44 | 51-47 | 42-32  |
| Minganti Bologna        | 46-44 | 67-49 | 41-47 | 69-40 | 54-63 | 64-55 | 85-46 | 68-40 |       | 71-45 | 63-55 | 49-50  |
| Pallacanestro Pavia     | 41-32 | 46-46 | 51-51 | 56-36 | 62-48 | 47-42 | 48-47 | 54-47 | 47-42 |       | 61-56 | 70-54  |
| Pallacanestro Varese    | 55-45 | 53-44 | 69-71 | 66-52 | 45-59 | 58-50 | 64-48 | 60-40 | 46-50 | 70-57 |       | 60-53  |
| Reyer Venezia           | 46-45 | 47-49 | 56-61 | 49-47 | 52-57 | 78-50 | 42-48 | 46-46 | 40-34 | 43-36 | 73-55 |        |

## Verdetti
- Campione d'Italia:  Olimpia Borletti Milano

Formazione: Galletti, Sandro Gamba, Renato Padovan, Enrico Pagani, Reina, Riganti, Romeo Romanutti, Cesare Rubini, Giuseppe Sforza, Sergio Stefanini. Allenatore: Cesare Rubini.
- Retrocessioni in Serie B: Pallacanestro Goriziana e Itala Gradisca.